# 罗伯特·许尔森
罗伯特·许尔森（挪威語：Robert Sjursen，1891年3月8日—1965年7月21日），挪威男子竞技体操运动员。他曾代表挪威获得1912年夏季奥运会体操比赛男子团体自由式金牌。他于1965年在卑尔根去世。